# Beacon Dome
Der Beacon Dome ist ein 3010 m hoher, kuppelförmiger Berg im westantarktischen Marie-Byrd-Land. Er ragt am Kopfende des Griffith-Gletschers entlang des Watson Escarpment im Königin-Maud-Gebirge auf.
Der United States Geological Survey kartierte ihn anhand eigener Vermessungen und Luftaufnahmen der United States Navy aus den Jahren von 1960 bis 1964. Teilnehmer einer von 1969 bis 1970 dauernden Kampagne im Rahmen der New Zealand Geological Survey Antarctic Expedition benannten ihn so, da das Granitgestein am Fuß des Berges von Sandsteinschichten der sogenannten Beacon Supergroup durchzogen ist.